# 戦刻ナイトブラッド
『戦刻ナイトブラッド』（センゴクナイトブラッド）は、オトメイト・KADOKAWA・マーベラスの三社共同原作によるスマートフォンアプリケーションゲーム。公式略称は「戦ブラ」。2017年5月29日にマーベラスよりリリースされた。
2018年5月29日に『戦刻ナイトブラッド 光盟』（ - こうめい）に名称を変更。
2019年12月25日15時をもってサービスを終了した。
主にティーンエイジ以降の女性を対象としている。システム的にはシミュレーションゲームを骨格としているが、ゲーム的な楽しみよりは登場する美しい容貌を持つ多数の男性キャラクターと恋愛気分を味わえるロマンティック的な楽しみのほうに主軸が置かれている。
当初から「戦ブラプロジェクト」と称した他メディア展開も計画されており、ゲームサービス開始から数か月の2017年10月からは連続テレビアニメが放送された。
Nintendo Switch版の発売も予定されていたが、2019年10月24日に開発・発売が中止となることが発表された。

## 基本ストーリー
ある時、「あなた」の持つスマホが眩い光を放ち、混乱する。光が収まり落ち着くと、そこは見たこともない戦乱の異世界「神牙」（しんが）であった。
この世界は現実世界で言うと日本の戦国時代のように武将たちが群雄割拠し、天下統一のために日夜奔走している。ただし純粋な人間はほとんど見かけず、人と同様の外観で知性と文化を持つ「人ならざる者」たちが大勢を占める。
異世界に引き寄せられ、訳も分からないうちに襲われる「あなた」は偶然その場を通りかかった武将に助けられる。その際、傷を負った武将を癒す力が「あなた」に宿っている事がわかる。それは神牙から失われ消えた神秘の存在「姫神子（ひめみこ）」だけが持つと言われているものであった。
かくして「姫神子」という事になってしまった「あなた」は、様々な武将たちと交流し、この世界の戦乱を収めることとなる。

## ゲーム内容
プレイヤー（ゲーム中では「姫神子」という位置付け）は、神牙世界の「戦国武将」と呼ばれる男性キャラクターたちと共に、当面は「厄魔」（やくま）と呼ばれる悪霊的存在を討伐していく。各武将には所属する軍があり、プレイヤーはいずれかの軍を選んで、その軍の武将とのストーリーを進める（どの軍を選んでも可。選んだ軍の武将によってストーリーは若干変化する）。ストーリーが進み、他軍の武将とも交流が進むと、自軍の枠を超えた自由な編成が出来る。編成が完了したら出陣し、厄魔との戦闘で勝利を目指す。編成は最大で5人まで、戦刻武将は最終的に28人まで増える。
戦闘は基本的にオート進行するが、時に武将が厄魔との闘いの最中傷ついた際には「回復」をしてあげる事ができる（回復は一定回数しか出来ないので、しないという選択肢もある）。
戦闘の後、「魔結晶」というアイテムを手に入れることが出来、これを非戦闘時、意中の武将に贈る（使う）事で日常イベントが発生、武将の戦闘能力やプレイヤーに対する親愛度が向上していく。これらのデータは「親愛マップ」と呼ばれる形で随時チェック出来る。
親愛マップのパラメータが全て最大（MAX）になると特殊イベント「覚醒」が発生、武将の中に眠っていた吸血の本能が呼び覚まされ、プレイヤー（姫神子）の血を口で吸う。これにより本来の力が覚醒、能力がパワーアップし、外見も大きく変化する。

## 登場キャラクター

### 主人公
ゲームにおいてはプレイヤー自身。異世界・神牙に召喚され「姫神子」と呼ばれる存在と同じ血の力を持っていたことから、闘いの渦中に巻き込まれていく。
結月
声 - 釘宮理恵
テレビアニメ版において独自の人物造形が施された主人公。
イマリ
声 - 藤原夏海
神牙世界で主人公が出会う白毛のタヌキ。しかしながら足軽のような笠を頭にかぶり茶釜を背負い、二足で立って歩行し人語を話すなど、現実世界のそれとは大きく異なる。
かつては「姫神子」のお供として傍におり、ゲームでは主人公を手助けするチュートリアルキャラクター。アニメでは結月と出会い、供となる。

### 戦刻武将
軍の記載順はアニメ版において主人公・結月が最初に身を寄せる「豊臣軍」を筆頭、それと密接な関わりを持つ「織田軍」を次に記載（この作品では豊臣と織田は別の軍を形成している）。その他の軍は順不同。
武将は全員、現実世界における実在した（とされる）武将と同じ名を持つが、その人物造形は本作独自の要素が多い。
※ 以下の記述における「声」はアニメ独自のキャストも含む。

#### 豊臣軍
「月牙族」（げっがぞく）と呼ばれる種族が結集した軍。
豊臣秀吉
天性の処世術と話術を持つ、闊達な青年。
声 - 花江夏樹
石田三成
声 - 佐々木喜英
黒田官兵衛
声 - 武内駿輔
竹中半兵衛
声 - 逢坂良太
前田利家
声 - 山本一慶

#### 織田軍
豊臣軍と同じく、月牙族の軍。
織田信長
声 - 森川智之
明智光秀
声 - 島﨑信長
森蘭丸
声 - 小林裕介
柴田勝家
声 - 森田成一
丹羽長秀
声 - 前野智昭

#### 上杉軍
上杉謙信
声 - 鳥海浩輔
柿崎景家
声 - 興津和幸
甘粕景持
声 - 緑川光
上杉景勝
声 - 荒牧慶彦
直江兼続
声 - 柿原徹也

#### 武田軍
武田信玄
声 - 小西克幸
山県昌景
声 - 中島ヨシキ
高坂昌信
声 - 木村良平
内藤昌豊
声 - 西山宏太朗
馬場信春
声 - 安元洋貴

#### 真田軍
この作品では、武田と真田は別の軍を形成している。
真田幸村
声 - 山下大輝
真田信之
声 - 森久保祥太郎
猿飛佐助
声 - 村瀬歩
霧隠才蔵
声 - 北村諒
由利鎌ノ助
声 - 八代拓

#### 伊達軍
伊達政宗
声 - 梅原裕一郎、森下由樹子（幼少期）
伊達成実
声 - 岡本信彦
片倉小十郎
声 - 佐藤拓也、佐藤優希（幼少期）
毛利軍
2017年12月22日に実装された軍である。
なお、アニメには登場していない。
毛利元就
声 - 子安武人
毛利隆元
声 - 平川大輔
吉川元春
声 - 小野友樹
小早川隆景
声 - 河西健吾
毛利輝元
声 - 蒼井翔太

## テレビアニメ
2017年10月より12月までTOKYO MXほかで放送された。ナレーションは村瀬克輝が務める。

### スタッフ
- 原作 -『戦刻ナイトブラッド』（オトメイト×KADOKAWA×マーベラス）[2]
- 監督 - 菊池カツヤ[2]
- 原作キャラクターデザイン - 薄葉カゲロー、花邑まい、四季咲組、miko、黒裄、悌太ほか[2]
- シリーズ構成 - 柿原優子[2]
- キャラクターデザイン - 小松原聖、奥山鈴奈、中田知里[2]
- プロップデザイン - 石本剛啓、ヒラタリョウ
- 色彩設計 - 松山愛子[2]
- 美術監督・美術設定 - 中原英統[2]
- 撮影監督 - 今泉秀樹[2]
- 編集 - 櫻井崇[2]
- 音響監督 - 横田知加子[2]
- 音楽 - 堀向直之[2]
- 音楽プロデューサー - 佐々木恵里奈、本多洋一
- 音楽制作 - テレビ朝日ミュージック[2]
- プロデューサー - 加藤正純、王懿、中島純、吉原雄介
- アニメーションプロデューサー - 櫻井崇、河井敬介
- アニメーション制作 - 颱風グラフィックス[2]
- 製作 - 戦刻ナイトブラッド製作委員会（マーベラス、JY Animation、ポニーキャニオン、テレビ朝日ミュージック、ライブ・ビューイング・ジャパン）

### 主題歌
作詞はテルジヨシザワ。
オープニングテーマ「天下絶景」（第2話 - 第12話）
作曲 - テルジヨシザワ / 編曲 - 大西省吾 / 歌 - 織田信長（森川智之）、豊臣秀吉（花江夏樹）、上杉謙信（鳥海浩輔）、武田信玄（小西克幸）、真田幸村（山下大輝）、伊達政宗（梅原裕一郎）
エンディングテーマ
「HEN-GEN-JI-ZAI」（第1話、第2話、第5話、第11話）
作曲 - テルジヨシザワ / 編曲 - テルジヨシザワ、tkr / 歌 - 豊臣秀吉（花江夏樹）
「VICTORIOUS」（第3話）
作曲・編曲 - 児嶋亮介 / 歌 - 武田信玄（小西克幸）
「Moonlight Beam」（第4話）
作曲・編曲 -草野将史 / 歌 - 真田幸村（山下大輝）
「正義論」（第6話）
作曲 - 佐々木久夫 / 編曲 - 伊橋成哉 / 歌 - 上杉謙信（鳥海浩輔）
「撹乱ロマンチスト」（第7話）
作曲 - 伊橋成哉、澤田達成、WOKUYAMA / 編曲 - 伊橋成哉 / 歌 - 伊達政宗（梅原裕一郎）
「クロソマレ」（第8話、第9話、第10話）
作曲 - 佐々木久夫 / 編曲 - 大西省吾 / 歌 - 織田信長（森川智之）
「月牙ノ刻」（第12話）
作曲 - テルジヨシザワ / 編曲 - 大西省吾 / 歌 - 織田信長（森川智之）、豊臣秀吉（花江夏樹）、上杉謙信（鳥海浩輔）、武田信玄（小西克幸）、真田幸村（山下大輝）、伊達政宗（梅原裕一郎）

### 各話リスト
| 話数   | サブタイトル       | 脚本                | 絵コンテ            | 演出             | 作画監督 | 総作画監督                 |
| ------ | ------------------ | ------------------- | ------------------- | ---------------- | --- | -------------------------- |
| 第1話  | 神牙スプレマシー   | 柿原優子            | 菊池カツヤ          | 菊池カツヤ       | ごとうじゅんじ 佐藤このみ 渡辺はるか                                                                                           | 小松原聖 中田知里          |
| 第2話  | 豊臣アタック       | 柿原優子            | 伊藤浩二            | 藤原和々         | 齋藤香織 清水勝祐 中島美子 斉藤和也 服部益実 ごとうじゅんじ                                                                    | 奥山鈴奈 小松原聖          |
| 第3話  | 武田バンケット     | 綾奈ゆにこ          | 柳瀬雄之            | 柳瀬雄之         | ごとうじゅんじ 五十川久史 神田岳 佐藤このみ 二宮奈那子 清水勝祐 岩永浩輔                                                       | 中田知里 小松原聖          |
| 第4話  | 真田ファミリア     | 金杉弘子            | 西島克彦            | 村上勉           | 柳野龍男 滝川和男 飯塚葉子 櫻井拓郎                                                                                            | 奥山鈴奈 小松原聖          |
| 第5話  | 暴走フィーリング   | 柿原優子            | 柳沢テツヤ          | ながはまのりひこ | ごとうじゅんじ 神田岳 朝岡卓矢 渡辺はるか 中島美子 日高真由美 柳瀬雄之 関根千奈未 清水勝祐 齋藤香織 服部益実 櫻井拓郎          | 小松原聖 中田知里          |
| 第6話  | 上杉ディスコード   | 千葉美鈴            | 大畑晃一            | 藤原和々         | 関根千奈未 中熊太一 佐藤このみ 柳瀬雄之 飯飼一幸 川添亜希子 中村佑美子                                                         | 奥山鈴奈 小松原聖          |
| 第7話  | 伊達ダブルフェイス | 金杉弘子            | 藏本穂高            | 藏本穂高         | 朝岡卓矢 神田岳 服部益美 五十川久史 ごとうじゅんじ 二宮奈那子 岩永浩輔 齋藤香織 大原大 清水勝祐                                | 中田知里 小松原聖 奥山鈴奈 |
| 第8話  | 織田プランダー     | 綾奈ゆにこ          | きみやしげる        | 小坂春女         | 吉田肇 嘉村弘之 柳瀬雄之 ごとうじゅんじ 神田岳 臼田美夫                                                                        | 奥山鈴奈 小松原聖          |
| 第9話  | 厄魔コリドー       | 千葉美鈴            | 清水聡              | 西村大樹         | 滝川和男 陳梅花 武智敏光 石橋友紀恵 鳥山冬実 松下清志 中山源太郎                                                               | 中田知里 小松原聖          |
| 第10話 | 確執ターミナス     | 金杉弘子            | 大畑晃一            | 前園文夫         | 白鳥弘公 飯飼一幸 | 奥山鈴奈 小松原聖          |
| 第11話 | 動乱マーチ         | 柿原優子 綾奈ゆにこ | 藤原和々            | 藤原和々         | 神田岳 手島典子 二宮奈那子 ごとうじゅんじ 齋藤香織 五十川久史 朝岡卓矢 清水勝祐 岩永浩輔 石動仁                                | 中田知里 小松原聖          |
| 第12話 | 戦刻ナイトブラッド | 柿原優子            | 西島克彦 柳沢テツヤ | 山口頼房         | 大塚あきら ハンミンギ 伊藤浩二 小川麻衣 中熊太一 冨永一仁 河島久美子 松下純子 川添亜希子 大槻ちえ 田中誠輝 林あすか 菊池カツヤ | 小松原聖 奥山鈴奈 中田知里 |

### 放送局
| 放送期間                       | 放送時間                     | 放送局               | 対象地域 | 備考                      |
| ------------------------------ | ---------------------------- | -------------------- | -------- | ------------------------- |
| 2017年10月3日 - 12月26日       | 火曜 23:00 - 23:30           | TOKYO MX             | 東京都   |                           |
| 2017年10月4日 - 12月27日       | 水曜 0:00 - 0:30（火曜深夜） | サンテレビ           | 兵庫県   |                           |
|                                | 水曜 2:35 - 3:05（火曜深夜） | テレビ愛知           | 愛知県   |                           |
|                                | 水曜 3:00 - 3:30（火曜深夜） | BS11                 | 日本全域 | BS放送 / 『ANIME+』枠     |
| 2017年10月11日 - 2018年1月10日 | 水曜 1:00 - 1:30（火曜深夜） | 時代劇専門チャンネル | 日本全域 | CS放送 / リピート放送あり |

| 配信期間                 | 配信時間           | 配信サイト |
| ------------------------ | ------------------ | ---------- |
| 2017年10月4日 - 12月27日 | 水曜 21:30 - 22:00 | AbemaTV    |

### BD / DVD
| 巻 | 発売日         | 収録話          | 規格品番   | 規格品番   |
| 巻 | 発売日         | 収録話          | BD         | DVD        |
| -- | -------------- | --------------- | ---------- | ---------- |
| 1  | 2017年12月20日 | 第1話 - 第2話   | PCXX-50131 | PCBX-51751 |
| 2  | 2018年1月17日  | 第3話 - 第4話   | PCXX-50132 | PCBX-51752 |
| 3  | 2018年2月21日  | 第5話 - 第6話   | PCXX-50133 | PCBX-51753 |
| 4  | 2018年3月21日  | 第7話 - 第8話   | PCXX-50134 | PCBX-51754 |
| 5  | 2018年4月18日  | 第9話 - 第10話  | PCXX-50135 | PCBX-51755 |
| 6  | 2018年5月16日  | 第11話 - 第12話 | PCXX-50136 | PCBX-51756 |

## Webラジオ
『戦刻ナイトブラッドWEBラジオ「戦ブラジオ」』は、2017年4月28日から2018年3月30日まで、音泉およびHiBiKi Radio Stationにて隔週金曜日に配信された番組。YouTube戦刻ナイトブラッド公式チャンネルでは本配信の数日後に遅れて配信している。パーソナリティは豊臣秀吉役の花江夏樹と黒田官兵衛役の武内駿輔。

## 舞台
2018年8月16日 - 26日まで、天王洲 銀河劇場にて上演。 演出は小野真一、脚本は登米裕一
第一弾キャストとして、ゲームとアニメで前田利家と上杉景勝のキャラクターボイスを務める山本一慶と荒牧慶彦の出演が発表され、2018年3月25日、Anime Japan2018にて全キャストの発表が行われた。

### キャスト
- 豊臣秀吉 - 赤澤燈
- 竹中半兵衛 - 定本楓馬
- 黒田官兵衛 - TAKA
- 織田信長 - 久保田秀敏
- 明智光秀 - 松本ひなた
- 森蘭丸 - 横田龍儀
- 丹羽長秀 - 萩尾圭志
- 柴田勝家 - 岸本卓也
- 上杉謙信 - 前山剛久
- 直江兼続 - 陳内将
- 前田利家 - 山本一慶
- 上杉景勝 - 荒牧慶彦

## 漫画
コミカライズが、月刊コミックジーン2017年7月号より開始され、2018年10月号まで連載終了した。
- 漫画：おの秋人、原作：『戦刻ナイトブラッド』プロジェクト　KADOKAWA（MFコミックス ジーンシリーズ）

1. 2017年9月27日発売 ISBN 978-4-04-069420-7
2. 2018年3月27日発売 ISBN 978-4-04-069764-2
3. 2018年9月27日発売 ISBN 978-4-04-065114-9

## 小説
- 著者：三津留ゆう、原作：『戦刻ナイトブラッド』プロジェクト、上杉軍キャラクターデザイン：四季咲組『戦刻ナイトブラッド 上杉の陣〜掌中之珠〜』角川ビーンズ文庫（KADOKAWA）、2017年10月1日発売、ISBN 978-4041060353